# Barrabás (filme)
Barrabás (em inglês:  Barabba) é um filme italiano de 1961, do gênero drama épico-bíblico, dirigido por Richard Fleischer e estrelado por Anthony Quinn, Silvana Mangano, Jack Palance e Ernest Borgnine.
A partir das escassas informações bíblicas sobre o personagem, o escritor sueco Pär Lagerkvist concebeu uma obra de ficção na qual se baseia o filme. Por sua obra, o escritor recebeu o Prêmio Nobel de 1950.

## Sinopse
Barrabás é um personagem misterioso, citado breve e exclusivamente  no Novo Testamento, no contexto do julgamento de Jesus. Ele seria um criminoso condenado à morte pela justiça romana, que acaba libertado por vontade do populacho judeu, posto a escolher entre ele e o Nazareno.
Barrabás passa por várias situações críticas, seja como escravo-mineiro, seja como gladiador em plena capital do Império Romano. E, em todas elas, a lembrança de Jesus parece persegui-lo, através de outros personagens, como o seu companheiro de infortúnio, Sahak, e o treinador de gladiadores, Lucius.
Por força disso, Barrabás quase se torna cristão e é nesse estado que ele interpreta o incêndio de Roma, ocorrido no reinado de Nero, como um prenúncio do advento de uma nova era, prometida por Cristo.
Até o fim, ele se mantém atado a Jesus, posto que também sofre o suplício da cruz. Mas, se o Nazareno (segundo os Evangelhos) expira dizendo: "Pai, em Tuas mãos entrego o meu espírito!", Barrabás que, apesar de tudo não conseguiu converter-se a nenhum deus, encerra sua vida murmurando para a noite: "Escuridão, entrego-me à tua guarda!".

## Produção
Falado em inglês, o filme foi concebido como um grande épico e rodado em locações em Cinecittà, onde foi recriada uma arena romana, sob a supervisão do produtor Dino De Laurentiis. Baseado no romance de  Pär Lagerkvist, foi a segunda versão cinematográfica do livro, anteriormente filmado em 1953, na Suécia.
A trilha sonora de Mario Nacimbene foi notada pela sua originalidade, à frente de seu tempo, com o uso de sons eletrônicos provenientes da gravação de notas em velocidades diferentes nas fitas de áudio. Um dos efeitos mais interessantes acontece na cena de crucificação de Cristo, que ocorre num momento real de eclipse total, considerado um evento sobrenatural na Antiguidade.
Barrabás é um dos poucos filmes que receberam 100% de aprovação do site de críticos de cinema Rotten Tomatoes. A atriz norte-americana Sharon Tate, assassinada em 1969 pela Família Manson e que vivia na Itália com a família na época, faz nele sua primeira aparição cinematográfica, aos 17 anos, numa figuração como uma patrícia na arena dos gladiadores.

## Elenco principal
- Anthony Quinn .... Barrabás
- Silvana Mangano .... Rachel
- Vittorio Gassman .... Sahak
- Jack Palance .... Torvald
- Ernest Borgnine .... Lúcio
- Katy Jurado .... Sara
- Harry Andrews .... Pedro
- Arthur Kennedy .... Pôncio Pilatos
- Valentina Cortese .... Júlia
- Roy Mangano .... Jesus